# ブライアン・シッダール
ブライアン・シッダール（Brianne Siddall、1963年8月25日 -） は、アメリカ合衆国の女性声優、アシスタント・ロケーション・マネージャー。カリフォルニア州エンシノ出身。バレンシア在住。別名はブライアン・ブロージー(Brianne Brozey)、イアン・ホーク (Ian Hawk) 、ジェッタ・E・バンピー(Jetta E. Bumpy) 。少年役が多い。SAG-AFTRA会員。夫はロケーション・マネージャーのデボン・チェリギノ。

## 人物
カリフォルニア州立大学ノースリッジ校を経てロヨラ・メリーマウント大学にて心理学の修士号を取得。
2011年3月にアシスタント・ロケーション・マネージャーとして『NCIS:LA 〜極秘潜入捜査班』の撮影に参加していた際に発生したグリップヘッドの落下事故に巻き込まれて重傷を負う。2015年3月には椎間板を人工品に置き換える手術を受けている。

## 出演作品

### テレビアニメ
1988年
- ふしぎなコアラブリンキー（ブリンキー）

1994年
- Jin Jin and the Panda Patrol

1998年
- バットマン（未来のロビン）

1999年
- カウボーイ・ビバップ（少年）
- serial experiments lain（タロウ）
- 時空探偵ゲンシクン（ハニハニ）
- 新・天地無用!（イカリーヌ 定子、樋拿畝）
- 星方武侠アウトロースター（ジム・ホーキング）
- デジモンアドベンチャー（コロモン）
- 北斗の拳（ジロー）
- 魔法騎士レイアース（ザズ）※イアン・ホーク名義
- るろうに剣心 -明治剣客浪漫譚-（明神弥彦）※ソニー版

2000年
- アークザラッド（少年、子供）
- 課長王子（田中ゲン）
- デュアル!ぱられルンルン物語（ニュースキャスター）
- トライガン（少年）
- るろうに剣心 -明治剣客浪漫譚-（相楽左之助（少年期））※メディアブラスター版、イアン・ホーク名義

2001年
- 怪盗セイント・テール（高宮リナ）
- ゲートキーパーズ（秀樹）
- トランスフォーマー・ロボッツ・イン・ディスガイズ（ブリジット博士、他）
- HAND MAID メイ（イカリヤ）
- 吸血姫美夕（高梨真弓/神魔・亜癒）
- ビリー&マンディ（フランキー）
- 六門天外モンコレナイト（柊六奈）

2002年
- ああっ女神さまっ 小っちゃいって事は便利だねっ（ジューシー）
- X（司狼神威（少年時代））
- デジモンテイマーズ（クルモン）
- はれときどきぶた（平賀きみよ、袖振マサコ）
- マシュランボー（セン）
- るろうに剣心 -明治剣客浪漫譚-（天草翔吾（少年時代））※メディアブラスター版、イアン・ホーク名義

2003年
- ジーンシャフト（レミィ・レヴィストロース）
- 人造人間キカイダー THE ANIMATION（少年B）
- ちっちゃな雪使いシュガー（ソルト）
- .hack//SIGN（司、エルク、カホ）
- ワイルドアームズ トワイライトヴェノム（シャイアン・レインストーム）

2004年
- 最遊記RELOAD（拳星）
- 時空冒険記ゼントリックス（ニック）
- WOLF'S RAIN（ゲル）
- デジモンフロンティア（氷見友樹）

2005年
- IGPX（ジョニー）
- 絢爛舞踏祭 ザ・マーズ・デイブレイク（ボン）
- 金色のガッシュベル!!（キッド）
- NARUTO -ナルト-（縄樹）

2006年
- BLEACH（堀内ひろなり、恋次の仲間）

2007年
- 涼宮ハルヒの憂鬱（国木田）
- デジモンセイバーズ（イクト）

2008年
- 天元突破グレンラガン（ギミー）
- BLUE DRAGON（シュウの友達）
- 魔法少女隊アルス（レノン）

2013年
- 青の祓魔師（宝）
- デジモンクロスウォーズ（イグニートモン）

2015年
- 長門有希ちゃんの消失（国木田）

### 劇場アニメ
1993年
- となりのトトロ（みっちゃん）※ストリームライン版

1994年
- 三国志 第一部・英雄たちの夜明け

1995年
- SPACE ADVENTURE コブラ
- はだしのゲン（中岡進次）

1998年
- 幽☆遊☆白書（コエンマ）

1999年
- 火聖旅団 ダナサイト999.9（ミー）
- ターザン（5歳のターザン）※一部のみ
- るろうに剣心 -明治剣客浪漫譚- 維新志士への鎮魂歌（明神弥彦）

2000年
- Digimon: The Movie [5] （コロモン、クラモン）
- パンダコパンダ
- フランダースの犬（ステファン）

2001年
- メトロポリス（ケンイチ）

2002年
- カウボーイビバップ 天国の扉

2010年
- サミーとシェリー 七つの海の大冒険
- 涼宮ハルヒの消失（国木田）

2012年
- サミーとシェリー2 僕らの脱出大作戦

2017年
- アニマルクラッカー 〜まほうのサーカス〜

### OVA
1993年
- ダーティペアの大勝負 ノーランディアの謎（コニー）

1995年
- アミテージ・ザ・サード（子供）
- バビル二世
- 幽幻怪社（示まもる）

1998年
- BASTARD!! -暗黒の破壊神-（ルーシェ・レンレン）

1999年
- 機動戦士ガンダム0080 ポケットの中の戦争（アルフレッド・イズルハ）

2000年
- サンタクロースの冒険（メーガン）

2001年
- ストリートファイターZERO - THE ANIMATION -（少年）
- 機動戦士ガンダム 第08MS小隊（少年）

2004年
- キカイダー01 THE ANIMATION（アキラ）

### Webアニメ
2011年
- 涼宮ハルヒちゃんの憂鬱（国木田）

### ゲーム
1997年
- ドラゴンボール FINAL BOUT（孫悟空（子供））

2001年
- パワーレンジャー・タイムフォース（サーキット）

2003年
- ゼノサーガ エピソードI［力への意志］（Jr.）
- .hack//感染拡大 Vol.1（司）
- .hack//悪性変異 Vol.2（司）
- .hack//侵食汚染 Vol.3（司）
- ファイナルファンタジーXI（アルド（少年時代））

2004年
- .hack//絶対包囲 Vol.4（司）

2005年
- イリスのアトリエ エターナルマナ（パメラ・イービス）
- 幻想水滸伝IV（ラクジー）
- ゼノサーガ エピソードII［善悪の彼岸］（Jr.）

2006年
- 新 鬼武者 DAWN OF DREAMS（美濃吉）
- ゼノサーガ エピソードIII［ツァラトゥストラはかく語りき］（Jr.）
- テイルズ オブ シンフォニア（ミトス）

2008年
- マナケミア 〜学園の錬金術士たち〜（パメラ・イービス）

2009年
- Whac-a-Mole（モグラ）

2010年
- ロロナのアトリエ 〜アーランドの錬金術士〜（パメラ・イービス、ちむ）

2011年
- 魔界戦記ディスガイア4（エミーゼル）
- トトリのアトリエ 〜アーランドの錬金術士2〜（パメラ・イービス）

2012年
- メルルのアトリエ 〜アーランドの錬金術士3〜（パメラ・イービス、ちむ）

2013年
- ディスガイア D2（エミーゼル）

### 吹き替え
2002年
- Zero WOMAN III 警視庁0課の女（少年）※イアン・ホーク名義

### 特撮
1993年
- パワーレンジャー（ウィリーの声、ジェレミーの声）※ノンクレジット

1994年
- バーチャル戦士トゥルーパーズ（コブロットの声、子供の頃のライアン・スティールの声）
- パワーレンジャー（オクトプラントの声、サッカージロの声、ニムロデの声）※ノンクレジット

1995年
- バーチャル戦士トゥルーパーズ（ウルフボットの声（初代）、キューピーボットの声）
- パワーレンジャー（シニスター・シミアンの声）※ノンクレジット

1996年
- パワーレンジャー・ジオ（メカタピラーの声）※ノンクレジット

1997年
- パワーレンジャー・ターボ（ビッグ・ゲップラーの声）※ノンクレジット

1998年
- パワーレンジャー・イン・スペース（クイーン・マシーナの声）※ノンクレジット

1999年
- パワーレンジャー・ロスト・ギャラクシー（ラップトールの声※ノンクレジット、マロンダの声）

2000年
- パワーレンジャー・ライトスピード・レスキュー（インパスの声）

2001年
- パワーレンジャー・タイムフォース（サーキットの声、クォンタムモーファー音声）

2002年
- パワーレンジャー・ワイルドフォース（サーキットの声）

### 実写映画
1987年
- ハード・プリズン（囚人）

2000年
- Her Married Lover（その他の声）

2014年
- それでも、やっぱりパパが好き!（その他の声3）
- The Sound and the Fury （若い女）

2015年
- The Kitchen Sink（ヒーローゾンビ）

2017年
- クリミナル・タウン（ヴァラ）
- ベスト・バディ（ボイスオーバータレント）

### テレビドラマ
出演年不明
- イレヴンス・アワー（ボイスオーバー）
- クリミナル・マインド FBI行動分析課（ボイスオーバー）
- クリミナル・マインド 特命捜査班レッドセル（声）
- HEROES（ボイスオーバー）

2010年
- How To Make It In America（ボイスオーバー）

2011年
- フォーリング スカイズ（声）

### テレビ映画
2007年
- An Accidental Christmas（声）

### CM
2007年
- ハリー・ポッターと不死鳥の騎士団・Wii版（子供の声）

2009年
- Whac-a-Mole（モグラの声）

## 参加作品
特記の無いものに限り、アシスタント・ロケーション・マネージャーとしての参加

### テレビドラマ（スタッフ）
- CSI:科学捜査班
- NCIS 〜ネイビー犯罪捜査班

2006年
- ザ・ユニット 米軍極秘部隊

2008年
- デクスター 警察官は殺人鬼

2010年
- NCIS:LA 〜極秘潜入捜査班
- HEROES

### 映画（スタッフ）
1987年
- ハード・プリズン（アシスタント・エディター、ブーム・オペレーター）

1988年
- マイク・ザ・ウィザード（ファースト・アシスタント・サウンドエディター）

1997年
- パワーレンジャー・ターボ・映画版・誕生!ターボパワー